# Финляндия на Европейских играх 2015
Финляндия на I Европейских играх, которые прошли в июне 2015 года в столице Азербайджана, в городе Баку, была представлена 106 спортсменами..

## Награды

### Бронза
| Бронза |                   |                         |
| #      | Спортсмены        | Вид спорта (дисциплина) |
| 1      | Маркко Кемппайнен | Стрельба (скит)         |

## Состав команды
Борьба
Греко-римская борьба
- Теро Валимаки
- Хенри Валимяки
- Марко Кивимяки
- Туомас Лахти
- Яни Хаапамяки

Велоспорт
 Велоспорт-маунтинбайк
- Юкка Вастаранта
- Соня Каллио

 Карате
- Паси Хирвонен
- Хелена Куусисто

 Триатлон
- Кайса Лехтонен

## Результаты

### Борьба
В соревнованиях по борьбе разыгрывалось 24 комплекта наград. По 8 у мужчин и женщин в вольной борьбе и 8 в греко-римской. Турнир проходил по олимпийской системе с выбыванием. В утешительный раунд попадали участники, проигравшие в своих поединках будущим финалистам соревнований. Каждый поединок состоит из двух раундов по 3 минуты, победителем становится спортсмен, набравший большее количество баллов. По окончании схватки, в зависимости от результатов в каждом из раундов спортсменам начисляются классификационные очки.
Мужчины
Греко-римская борьба
Легенда: 

VT — победа на туше; 

PP — победа по очкам с техническим баллом у проигравшего; 

PO — победа по очкам без технического балла у проигравшего; 

SP — техническое превосходство, победа по очкам с разницей более, чем в 6 баллов с техническим баллом у проигравшего; 

ST — техническое превосходство, победа по очкам с разницей более, чем в 6 баллов без технического балла у проигравшего; 

| Соревнование | Спортсмены     | Первый раунд                  | 1/8 финала                  | Четвертьфинал        | Полуфинал            | Финал                | Место |
| Соревнование | Спортсмены     | Соперник Результат            | Соперник Результат          | Соперник Результат   | Соперник Результат   | Соперник Результат   | Место |
| ------------ | -------------- | ----------------------------- | --------------------------- | -------------------- | -------------------- | -------------------- | ----- |
| до 59 кг     | Яни Хаапамяки  | К. Фрис (SRB) В 3:1 (PP)      | Д. Менексе (GER) П 0:4 (ST) | Завершил выступление | Завершил выступление | Завершил выступление | 11    |
| до 66 кг     | Теро Валимаки  | Д. Демьянков (UKR) П 1:3 (PP) | Завершил выступление        | Завершил выступление | Завершил выступление | Завершил выступление | 18    |
| до 75 кг     | Хенри Валимяки | Я. Янакиев (BUL) П 0:4 (ST)   | Завершил выступление        | Завершил выступление | Завершил выступление | Завершил выступление | 28    |
| до 85 кг     | Марко Кивимяки | П. Сабо (HUN) П 1:3 (PP)      | Завершил выступление        | Завершил выступление | Завершил выступление | Завершил выступление | 13    |
| до 98 кг     | Туомас Лахти   | Л. Конера (POL) В 3:1 (PP)    | Д. Ильдем (TUR) П 1:3 (PP)  | Завершил выступление | Завершил выступление | Завершил выступление | 10    |

### Велоспорт

#### Маунтинбайк
Соревнования по маунтинбайку проводилились в построенном специально для игр велопарке. Дистанция у мужчин составляла 36,7 км, а у женщин 27,9 км.
Мужчины
| Соревнование | Спортсмены      | Результат | Место | Отставание |
| ------------ | --------------- | --------- | ----- | ---------- |
| Кросс-кантри | Юкка Вастаранта | LAP       | —     | —          |

Женщины
| Соревнование | Спортсмены  | Результат | Место | Отставание |
| ------------ | ----------- | --------- | ----- | ---------- |
| Кросс-кантри | Соня Каллио | LAP       | —     | —          |

### Гребля на байдарках и каноэ
Соревнования по гребле на байдарках и каноэ проходили в городе Мингечевир на базе олимпийского учебно-спортивного центра «Кюр». Разыгрывалось 15 комплектов наград. В каждой дисциплине соревнования проходили в три этапа: предварительный раунд, полуфинал и финал.
| Соревнование     | Спортсмены   | Предварительный раунд | Предварительный раунд | Предварительный раунд | Полуфинал | Полуфинал | Полуфинал | Финал    | Финал   | Итоговое место |
| Соревнование     | Спортсмены   | Заплыв                | Время                 | Место                 | Заплыв    | Время     | Место     | Время    | Место   | Итоговое место |
| ---------------- | ------------ | --------------------- | --------------------- | --------------------- | --------- | --------- | --------- | -------- | ------- | -------------- |
| K-1, 1000 метров | Мийка Дитрих | 1                     | 3:40,061              | 5 (Q)                 | 1         | 3:28,064  | 5 (QB)    | Финал B  | Финал B | 13             |
| K-1, 1000 метров | Мийка Дитрих | 1                     | 3:40,061              | 5 (Q)                 | 1         | 3:28,064  | 5 (QB)    | 3:37,298 | 4       | 13             |

### Карате
Соревнования по карате проходили в Бакинском кристальном зале. В каждой весовой категории принимали участие по 8 спортсменов, разделённых на 2 группы. Из каждой группы в полуфинал выходили по 2 спортсмена, которые по системе плей-офф разыгрывали медали Европейских игр.
Мужчины
| Соревнование | Спортсмены    | Групповой этап        | Групповой этап             | Групповой этап      | Групповой этап | 1/2 финала           | Финал                | Итоговое место       |
| Соревнование | Спортсмены    | 1 поединок            | 2 поединок                 | 3 поединок          | Место          | 1/2 финала           | Финал                | Итоговое место       |
| ------------ | ------------- | --------------------- | -------------------------- | ------------------- | -------------- | -------------------- | -------------------- | -------------------- |
| Ката         | Паси Хирвонен | Группа A              | Группа A                   | Группа A            | Группа A       | Завершил выступление | Завершил выступление | Завершил выступление |
| Ката         | Паси Хирвонен | М. Бузато (ITA) П 0:5 | Д. Уго Кинтеро (ESP) П 0:5 | К. Роде (DEN) П 0:5 | 4              | Завершил выступление | Завершил выступление | Завершил выступление |

Женщины
| Соревнование | Спортсмены      | Групповой этап         | Групповой этап        | Групповой этап           | Групповой этап | 1/2 финала            | Финал                 | Итоговое место        |
| Соревнование | Спортсмены      | 1 поединок             | 2 поединок            | 3 поединок               | Место          | 1/2 финала            | Финал                 | Итоговое место        |
| ------------ | --------------- | ---------------------- | --------------------- | ------------------------ | -------------- | --------------------- | --------------------- | --------------------- |
| Свыше 68 кг  | Хелена Куусисто | Группа B               | Группа B              | Группа B                 | Группа B       | Завершила выступление | Завершила выступление | Завершила выступление |
| Свыше 68 кг  | Хелена Куусисто | И. Зайцева (RUS) Н 0:0 | Б. Ганева (BUL) П 0:2 | М. Ходжаоглу (TUR) П 0:1 | 4              | Завершила выступление | Завершила выступление | Завершила выступление |

### Триатлон
| Соревнование | Спортсмены     | Плавание | Смена | Велоспорт | Смена | Бег | Итоговое время | Место | Отставание |
| ------------ | -------------- | -------- | ----- | --------- | ----- | --- | -------------- | ----- | ---------- |
| Женщины      | Кайса Лехтонен | DNS      | DNS   | DNS       | DNS   | DNS | —              | —     | —          |